# ふれあい (曲)
「ふれあい」は、中村雅俊の楽曲で、1974年7月1日に日本コロムビアから発売されたメジャー・デビュー・シングル。10月25日には、同名のアルバムもリリースされた。

## 概要
収録曲2曲は、同年放送の日本テレビのドラマ『われら青春!』の挿入歌（劇中歌）。
デビュー・シングルながらオリコンチャート登場週数は32週、チャート最高位は週間1位（10週連続）、累計126.5万枚のセールスを記録した 。
前者は中村扮する沖田先生が下宿のベランダで弾き語りし、後者はキャンプファイヤーなどで生徒たちと一緒に歌うシーンで使用された。当初は「青春貴族」をA面、「ふれあい」をB面にすることが検討されていた。
同年、映画『ふれあい』（松竹）も製作され、中村自身が主演した（市村泰一監督）。
「ふれあい」はさらに、中村が長くCMキャラクターを務めていたこくみん共済 coopのCMソングに使用され、2007年6月公開の映画『大日本人』（松本人志監督）の挿入歌としても使用された。「青春貴族」も、2015年にテレビドラマ『民王』の挿入歌（劇中、菅田将暉と知英により歌唱）となっている。

## 収録曲
全作詞：山川啓介　作曲：いずみたく　編曲：大柿隆

### A面
1. ふれあい（3:26）

### B面
1. 青春貴族（3:06）
  - “太陽学園高校有志”がコーラスで参加。

## カバー

### ふれあい
- 柏原芳恵 - アルバム『encore』（2007年）に収録。
- 壮一帆 - カバーアルバム『OLDIES TAKARAZUKA NATSUMERO SONG』（2012年）に収録。
- 髙橋真梨子 - カバー・アルバム『ClaChic -クラシック-』（2015年）に収録。
- 關淑怡（シャーリー・カーン） - 「一首獨唱的歌」題名で広東語カバー。
- 華娃 - 「不能換，不能代」題名で広東語カバー。
- 馮偉棠 - 「流浪在遠方」題名で広東語カバー。
- 黃愷欣 - 「何處覓清風」題名で広東語カバー。
- 夏妙然 - 「前事錄了影」題名で広東語カバー。
- 劉漢樂 - 「長途電話」題名で広東語カバー。
- 桑田佳祐 -『平成三十年度!第三回ひとり紅白歌合戦』で披露。

### 青春貴族
- 馮偉棠, 張德蘭 （デュエット）- 「挽手向前行」題名で広東語カバー。